# Calothyrza sehestedtii
Calothyrza sehestedtii là một loài bọ cánh cứng trong họ Cerambycidae.